# Bob Jury
Robert Vincent Jury, detto Bob (Los Angeles, 5 ottobre 1955), è un ex giocatore di football americano statunitense che ha militato nel ruolo di defensive back nella National Football League (NFL).

## Carriera
Al college Jury giocò a football con i Pittsburgh Panthers vincendo il campionato NCAA nel 1976 e di cui è il leader di tutti i tempi per intercetti in carriera con 21. Fu scelto dai Seattle Seahawks nel corso del terzo giro (63º assoluto) del Draft NFL 1978. Svincolato prima dell'inizio della stagione regolare si accasò ai San Francisco 49ers con cui disputò 15 partite nell'unica stagione da professionista.

## Palmarès
- All-American - 1977